# Antonio de Nigris
Antonio „Tano” de Nigris Guajardo (ur. 1 kwietnia 1978 w Monterrey, zm. 15 listopada 2009 w Larisie) – meksykański piłkarz włoskiego pochodzenia występujący na pozycji napastnika, reprezentant kraju.
Karierę na szczeblu pierwszej ligi rozpoczynał w CF Monterrey. Za sprawą bardzo udanych indywidualnych występów, bramkostrzelności, charakteru oraz silnego przywiązania do klubu zaskarbił sobie miano idola kibiców. Zdobył także nagrodę dla odkrycia sezonu ligi meksykańskiej (I2000). Po trzech latach na krótko odszedł do Club América, by stamtąd trafić do hiszpańskiego Villarreal CF. Po upływie czterech miesięcy klub ten nie zdecydował się jednak wykupić jego karty zawodniczej.
W kolejnych latach często zmieniał kluby w różnych krajach – głównie ze względu na specyficzne zasady transferowe rynku meksykańskiego – przez co był określany mianem „piłkarskiego obieżyświata”. Występował w Hiszpanii (drugoligowy Polideportivo Ejido), Kolumbii (CD Once Caldas, w którego barwach został jedynym Meksykaninem, który wystąpił w Pucharze Interkontynentalnym), Meksyku (najpierw Puebla FC; następnie Pumas UNAM, gdzie w 2005 roku dotarł do finału Copa Sudamericana; wreszcie na krótko CF Monterrey) i Brazylii (Santos FC, dzięki czemu został pierwszym – i jak dotąd jedynym – Meksykaninem w historii ligi brazylijskiej). Później osiadł na dłużej w Turcji, gdzie przez trzy lata grał kolejno w Gaziantepsporze, Ankarasporze i MKE Ankaragücü. W sezonie 2007/2008 był czołowym strzelcem ligi tureckiej. Ostatnim klubem w jego karierze była grecka AE Larisa.
W reprezentacji Meksyku zadebiutował w marcu 2001 w meczu towarzyskim z Brazylią (3:3), w którym zdobył efektowną bramkę z woleja. Już w następnym spotkaniu, eliminacyjnym z Jamajką (4:0), strzelił kolejne dwa gole. W 2001 roku został powołany na Puchar Konfederacji (faza grupowa) oraz na Copa América, gdzie Meksykanie dotarli do finału, przegrywając w nim z Kolumbią (0:1). W 2002 roku znalazł się w składzie na Złoty Puchar CONCACAF (ćwierćfinał). Po sześciu latach przerwy wrócił jeszcze na krótko do kadry narodowej w 2008 roku. Swój bilans reprezentacyjny zamknął na 17 spotkaniach, w których strzelił cztery bramki.
Był bratem Alfonso de Nigrisa (celebryty) i Aldo de Nigrisa (piłkarza). Wyróżniał się warunkami fizycznymi, świetną grą głową i umiejętnym poruszaniem się po boisku. Jego karierę piłkarską w wieku 31 lat przerwał śmiertelny zawał serca.

## Początki
De Nigris urodził się i wychowywał w Monterrey, stolicy stanu Nuevo León. Był trzecim dzieckiem księgowego Jesúsa Alfonso de Nigrisa i gospodyni domowej Leticii Guajardo. Posiadał trójkę rodzeństwa – siostrę Leticię oraz braci Alfonso i Aldo. Alfonso de Nigris został celebrytą, modelem i osobowością telewizyjną (wziął udział w meksykańskiej edycji programu Big Brother), zaś Aldo de Nigris profesjonalnym piłkarzem (rozegrał 28 spotkań w reprezentacji Meksyku). Jego dziadek ze strony ojca, Buenaventura De Nigris, był rodowitym Włochem, co pozwoliło Antonio ubiegać się o włoskie obywatelstwo – otrzymał je ostatecznie w 2003 roku. Dzięki temu podczas późniejszej gry w klubach europejskich mógł być zarejestrowany jako zawodnik pochodzący z kraju członkowskiego Unii Europejskiej. Do włoskich korzeni De Nigrisa odwołuje się jego przydomek „Tano”, który w slangu latynoamerykańskiej odmiany języka hiszpańskiego oznacza właśnie Włocha lub osobę pochodzenia włoskiego.
De Nigris zaczynał grać w piłkę nożną w wieku sześciu lat w dziecięcym zespole o nazwie Las Torres, zainspirowany przez ojca, który amatorsko występował na pozycji środkowego obrońcy w lokalnej drużynie. W późniejszych latach równolegle do piłki nożnej praktykował również baseball, futbol amerykański, pływanie oraz tenis. Po latach wspominał, że tenis pomógł mu rozwinąć mobilność, a futbol amerykański siłę, przydatne podczas późniejszej kariery piłkarskiej. Sukcesy osiągał zwłaszcza w tenisie, który uprawiał intensywnie od dziesiątego do czternastego roku życia. Został krajowym mistrzem dwunastolatków oraz jako reprezentant Meksyku zajął trzecie miejsce w młodzieżowej edycji pucharu Davisa, rozgrywanej w amerykańskim mieście Tucson. Zdecydował się jednak porzucić treningi tenisa i skupić wyłącznie na futbolu, gdyż jak stwierdził po latach w jednym z wywiadów:

Piłka nożna zawsze podobała mi się najbardziej, to moja pasja i moje życie, to uczucie, którego nie potrafię nawet dokładnie opisać. Gra w tenisa szła mi dobrze, ale czułem pustkę, którą był w stanie zapełnić tylko futbol. Piłka nożna była moim pierwszym sportem i będzie też ostatnim, ze względu na radość, którą odczuwam, biegnąc za piłką.

Od dzieciństwa kibicował klubowi CF Monterrey, szczególnie podziwiając grę zawodnika tej drużyny Richarda Tavaresa. Jego idolami piłkarskimi byli Carlos Hermosillo i Gabriel Batistuta. W szkole średniej trenował w zespole Toros de la Universidad Regiomontana z miejscowości Santiago, w aglomeracji Monterrey. Próbował się dostać do CF Monterrey, jednak jego kandydaturę odrzucił trener juniorów José Treviño, argumentując to skompletowaną już na tamten moment kadrą swojej drużyny. Za pośrednictwem szkoleniowca Geraldo Gonçalvesa dołączył do klubu Tigres UANL, derbowego rywala Monterrey, gdzie przez rok występował w trzecioligowych rezerwach. Odszedł z drużyny w wyniku konfliktu z trenerem. Po ukończeniu szkoły średniej z pomocą jednego z agentów i za zgodą rodziców wyjechał do stołecznego miasta Meksyk, gdzie pomyślnie przeszedł testy w Club Necaxa. Przez kilka miesięcy grał w filii Necaxy o nazwie CF Cuautitlán, strzelając w jej barwach dwa gole w drugiej lidze meksykańskiej. Nie otrzymywał jednak wielu szans na grę, a niebawem drużyna Cuautitlán została rozwiązana. Wobec tego De Nigris powrócił do rodzinnego miasta.

## Kariera klubowa

### Monterrey (2000–2002)
W 1998 roku De Nigris po pozytywnie zdanych testach został przyjęty do drugoligowego zespołu Saltillo Soccer, będącego filią CF Monterrey. Choć jego ówcześni koledzy z drużyny byli pod wrażeniem jego umiejętności, porównując go do argentyńskiego napastnika Ariela Grazianiego, to u szkoleniowca Saltillo Francisco Avilána pełnił wyłącznie rolę rezerwowego. Sytuacja uległa zmianie, gdy podczas wizyty w Saltillo talent zawodnika dostrzegł Hiszpan Benito Floro, trener pierwszego zespołu Monterrey. Nakazał on Avilánowi wystawianie De Nigrisa w wyjściowym składzie. 21-latek od razu stał się wyróżniającym się graczem w drugiej lidze meksykańskiej, zdobywając w niej siedem bramek. W rozmowie z zarządem klubu Floro stwierdził, że De Nigris ma potencjał na grę w Europie.
Miesiąc później De Nigris został włączony przez Benito Floro do pierwszej drużyny CF Monterrey i podpisał ze swoim ulubionym klubem profesjonalną umowę. Prezes Monterrey, Gilberto Lozano, wspomniał, że negocjacje kontraktowe trwały zaledwie minutę, a pieniądze miały dla piłkarza marginalne znaczenie. De Nigris zaproponował, że sprzeda swoją kartę zawodniczą klubowi za zaledwie 50 tysięcy pesos, lecz Lozano zapłacił mu sumę bardziej odpowiadającą jego rynkowej wartości. Młody piłkarz świetnie prezentował się na treningach, wobec czego trener Floro postanowił dać mu szansę debiutu pod nieobecność dwóch ofensywnych graczy drużyny – powołanego do reprezentacji Jesúsa Arellano i zawieszonego dyscyplinarnie Brazylijczyka Claudinho. De Nigris zadebiutował w meksykańskiej Primera División 6 lutego 2000 w przegranym 0:5 spotkaniu 4. kolejki z Morelią na Estadio Morelos, zmieniając w 73. minucie Jesúsa Gómeza. Zespół Monterrey pod wodzą Floro walczył wówczas o utrzymanie w lidze, przechodząc restrukturyzację personalną i powoli wychodził z kryzysu sportowego, w którym znalazł się w drugiej połowie lat 90. De Nigris do końca sezonu rozegrał jeszcze trzy mecze (wszystkie w roli rezerwowego), a jego drużyna uniknęła relegacji i pozostała w najwyższej klasie rozgrywkowej.
Przed kolejnym sezonem De Nigris zmienił numer na koszulce z „51” na „9”, dotychczas noszony przez Argentyńczyka Víctora Müllera. Meksykańskie media spekulowały, że Monterrey pozyska w oknie transferowym nowego napastnika zza granicy (od wielu lat zespół zatrudniał na tę pozycję głównie obcokrajowców). Niespodziewanie trener Floro postawił jednak na niedoświadczonego De Nigrisa, czyniąc z niego podstawowego zawodnika drużyny. Już w 2. kolejce sezonu, 5 sierpnia 2000 w zremisowanym 1:1 meczu z Leónem na Estadio Tecnológico, De Nigris strzelił swojego premierowego gola w Primera División. Ogółem w pierwszych pięciu kolejkach strzelił pięć bramek, w tym dwie dające zwycięstwo w prestiżowym meczu 5. kolejki z Américą (2:1) na Estadio Azteca. Tym samym Monterrey wygrał z Américą po raz pierwszy od 11 lat. Drugiego gola w tym spotkaniu celebrował razem z Floro, dziękując mu w ten sposób za zaufanie. Świetny początek rozgrywek w wykonaniu De Nigrisa sprawił, że porównywano go do legendy Monterrey z lat 70, Alfredo Jiméneza, który w swoim pierwszym pełnym sezonie również został najlepszym strzelcem drużyny i zdobył dwa gole w zwycięskim meczu z Américą.
Podkreślano wówczas świetny kontakt, jaki zawodnik miał z Benito Floro. Hiszpański trener nazywał De Nigrisa swoim „przybranym synem”. De Nigris utrzymywał regularny kontakt z Floro nawet po latach, przyjaźnił się także z jego synami. Gilberto Lozano przytaczał anegdotę z początków występów piłkarza w Monterrey:
Benito Floro był dla Antonio jak tata, jak nauczyciel. Antonio był młody, entuzjastycznie nastawiony, charyzmatyczny, łatwo mógł dostawać zaproszenia na całonocne imprezy, więc trzeba było na niego uważać. Kiedyś Floro zawarł umowę z rodzicami piłkarza, by mógł wspólnie z trenerem przygotowania fizycznego Antonio Floresem przychodzić do nich do domu i kontrolować, czy Antonio już śpi. Nie wiem, czy wychodził na imprezy przez okno (śmiech), ale zaakceptował taką dyscyplinę.
De Nigris zakończył ostatecznie jesienny sezon Invierno 2000 z jedenastoma bramkami na koncie, będąc najskuteczniejszym zawodnikiem Monterrey. Wyrównał klubowy rekord Pedro Pinedy pod względem liczby strzelonych goli w pojedynczym sezonie od czasu wprowadzenia półrocznych rozgrywek. Zajął również trzecie miejsce w ligowej klasyfikacji strzelców, za Jaredem Borgettim (17 goli) i Argentyńczykiem Ángelem Moralesem (12 goli). W oficjalnym plebiscycie organizowanym przez Meksykański Związek Piłki Nożnej został wybrany odkryciem sezonu, pokonując w głosowaniu Ericka Espinosę i Joaquína Reyesa. Po zakończeniu rozgrywek otrzymał od zarządu klubu podwyżkę pensji z ośmiu do dwudziestu tysięcy pesos meksykańskich miesięcznie, a następnie do pięciu tysięcy dolarów miesięcznie. Za podwyżką dla De Nigrisa osobiście wstawił się trener Benito Floro.
W wiosennym sezonie Verano 2001 De Nigris zdobył dziesięć bramek, z czego dziewięć w sezonie regularnym. Ponownie dało mu to trzecią lokatę w klasyfikacji strzelców ligi meksykańskiej, tym razem po Jaredzie Borgettim (13 goli) i Paragwajczyku José Cardozo (11 goli). Monterrey po raz pierwszy od pięciu lat zakwalifikował się w bezpośredni sposób do ligowej fazy play-off. Po zakończeniu rozgrywek szkoleniowiec Benito Floro nie przedłużył kontraktu z klubem, zaś De Nigris stał się obiektem zainteresowania ze strony Chivas Guadalajara. Klub nie zdecydował się jednak na transfer zawodnika ze względu na jego wysoką cenę, zaś dla piłkarza priorytetem był transfer do Europy, a nie do innego meksykańskiego zespołu. Chivas próbował pozyskać gracza również półtora roku później, lecz zarząd Monterrey był wówczas zainteresowany wyłącznie transakcją wiązaną, w ramach której za De Nigrisa do klubu miałby przyjść Ramón Morales.
Podczas kolejnych trzech półrocznych sezonów De Nigris był nieco mniej skuteczny – rozgrywki kończył kolejno z sześcioma, czterema i ponownie sześcioma golami. Mimo to wciąż był najlepszym strzelcem drużyny Monterrey, która jednak ani razu nie zajęła miejsca premiowanego awansem do ligowej fazy play-off. Pod koniec swojego pobytu w klubie popadł w konflikt z trenerem Danielem Passarellą, który nakazał mu większe uczestnictwo w akcjach zespołu poza polem karnym. Złe relacje z Argentyńczykiem były bezpośrednim powodem odejścia zawodnika z Monterrey. Jego zatrudnieniem interesowały się kluby z Europy – holenderskie, francuskie, hiszpańska Valencia CF oraz angielski Bolton Wanderers. By występować w Anglii, De Nigris zadeklarował obniżenie dotychczasowych oczekiwań finansowych (w Monterrey zarabiał wówczas już 700 tysięcy dolarów rocznie), lecz ostatecznie Bolton pozyskał zamiast niego Salvę Ballestę. Jorge Urdiales, prezes Monterrey, w listopadzie 2002 przyznał, że do klubu wpłynęły oferty za De Nigrisa od włoskich zespołów AC Parma i Reggina Calcio, jednak zostały uznane za niezadowalające zarówno przez Monterrey, jak i przez piłkarza.
W zespole Monterrey De Nigris spędził trzy lata, zostając idolem kibiców ze względu na skuteczność w najważniejszych meczach, charyzmę i przywiązanie do barw klubowych. Wraz z Jesúsem Arellano jest uznawany przez obserwatorów za symbol klubu w pierwszych latach XXI wieku.

### América (2003)
W grudniu 2002 ogłoszono, iż De Nigris zostanie piłkarzem czołowego meksykańskiego zespołu Club América, na zasadzie sześciomiesięcznego wypożyczenia bez opcji wykupu. W ramach rozliczenia za transfer América wypożyczyła do Monterrey Jesúsa Mendozę. De Nigris w drużynie ze stołecznego miasta Meksyk miał zastąpić Ivána Zamorano, zaś w wywiadach przyznawał, że bezpośrednio po pół roku spędzonym w Américe zamierza przenieść się do Europy. Stwierdził również, że liczył na opuszczenie swego macierzystego klubu dopiero po zdobyciu z nim tytułu mistrzowskiego i odchodzi z Monterrey „ze smutkiem”.
W Américe zadebiutował 2 lutego 2003 w przegranym 0:1 spotkaniu 4. kolejki ligowej z Santosem Laguna na Estadio Azteca. W tym samym miesiącu wystąpił jeszcze w dwóch ligowych spotkaniach, nie zdobywając żadnego gola. Pomimo iż został ściągnięty do klubu na wniosek trenera Manuela Lapuente, to media donosiły o ich kiepskich relacjach. W połowie lutego do Monterrey wpłynęła oferta za De Nigrisa z Villarreal CF, a zarząd Amériki poszedł na rękę zawodnikowi i zgodził się skrócić jego wypożyczenie po trzech miesiącach, by ten mógł dołączyć do hiszpańskiego klubu.

### Villarreal (2003)
W lutym 2003 De Nigris został wypożyczony do końca czerwca za sumę 200 tysięcy dolarów do hiszpańskiego Villarreal CF (kwotę tę otrzymał Club América). Po zakończeniu wypożyczenia Villarreal miał prawo wykupić połowę praw do karty zawodnika za półtora miliona dolarów. Trenerem zespołu był wówczas Benito Floro, były szkoleniowiec De Nigrisa z Monterrey, który był pomysłodawcą transferu. Villarreal dostał pozwolenie od Hiszpańskiego Związku Piłki Nożnej na pozyskanie De Nigrisa w trybie awaryjnym (poza oknem transferowym) wobec kontuzji Marcosa Senny. Dzięki obywatelstwu włoskiemu De Nigris mógł zostać zarejestrowany jako zawodnik niewliczający się do limitu graczy spoza Unii Europejskiej. Został również pierwszym Meksykaninem w historii Villarrealu.
W Primera División De Nigris zadebiutował 2 marca 2003 w wygranym 2:1 meczu 24. kolejki ligowej z Rayo Vallecano na El Madrigal. Zastąpił wówczas w 77. minucie Javiera Farinósa, a w 88. minucie strzelił decydującego o zwycięstwie gola. O miejsce w składzie rywalizował z Argentyńczykiem Martínem Palermo, z którym do końca sezonu występował na zmianę – do końca sezonu De Nigris wystąpił w dziewięciu meczach w wyjściowym składzie, a Palermo w sześciu. Drugą i zarazem ostatnią bramkę dla Villarrealu strzelił w spotkaniu 37. kolejki z Espanyolem (2:2), kiedy to jedyny raz wystąpił od pierwszej minuty razem z Palermo. Na koniec sezonu 2002/2003 zajął z drużyną piętnaste miejsce w tabeli. Zarząd Villarrealu nie zdecydował się skorzystać z opcji wykupu zawodnika, choć zwolennikiem jego pozostania był trener Benito Floro.
De Nigris podsumował swój pobyt w Villarrealu następująco:

Nie wyszło mi tam tak, jak chciałem. To było dla mnie bardzo ważne doświadczenie, ale wszystko działo się zbyt szybko – szybki transfer, szybko zacząłem grać, szybko musiałem się zaadaptować, strzelać gole, szybko zaprezentować się z dobrej strony. Przystosowanie się do innego stylu gry, szybszego i silniejszego futbolu hiszpańskiego, również nie było łatwe. Jednak myślę, że w meczach, w których grałem, wypadłem pozytywnie, choć brakowało mi trochę szczęścia w zdobywaniu goli. Być może właśnie dlatego Villarreal mnie nie wykupił.

### Polideportivo Ejido (2003–2004)
W czerwcu 2003 De Nigris został wystawiony przez CF Monterrey na listę transferową. W ramach tzw. draftu (okno transferowe dla transferów pomiędzy meksykańskimi klubami trwało jeden dzień, a negocjacje odbywały się bez udziału zawodników) został pozyskany przez klub Puebla FC. Media ogłosiły transakcję najgłośniejszym transferem draftu. De Nigris odmówił jednak dołączenia do Puebli, chcąc kontynuować karierę w Europie. Spotkało się to z niezadowoleniem ze strony Monterrey i było jednym z pierwszych epizodów wieloletniego konfliktu piłkarza z władzami klubu. Luis Miguel Salvador, wiceprezes Monterrey, stwierdził wówczas w wywiadzie:
Dajesz piłkarzowi szansę, debiutuje w drugoligowych rezerwach, a potem w pierwszym zespole, płacisz mu bardzo dobrą pensję, dajesz mu wizerunek medialny poprzez reklamy. Dzięki temu, co osiągnął w twoim klubie, debiutuje w reprezentacji Meksyku, kosztuje cię pieniądze, płacisz, by mógł przenieść się do Hiszpanii. Teraz on albo jego agent zapominają o Monterrey, bo w Europie ma status wolnego piłkarza. Myślę, że to niesprawiedliwe. Mówimy tu o odrobinie etyki, szacunku i wdzięczności wobec osób, które ci pomogły.
De Nigris w wywiadzie przyznał, że posiada trzy oferty z klubów hiszpańskich, w tym z drugoligowego UD Las Palmas. Ostatecznie w lipcu 2003 dołączył do innego drugoligowca z Hiszpanii, Polideportivo Ejido, podpisując z nim roczną umowę z opcją przedłużenia o kolejny rok. Inne źródła uznawały transfer za wypożyczenie z Monterrey (w Meksyku w praktyce nie obowiązywało wówczas prawo Bosmana). Tym samym De Nigris został drugim meksykańskim piłkarzem w historii Polideportivo, po Gerardo Torrado.
W zespole prowadzonym przez Quique Setiéna zadebiutował 30 sierpnia 2003 w przegranym 1:2 meczu w ramach 1. kolejki ligowej z Cádiz na Estadio Ramón de Carranza. Wystąpił wówczas w pełnym wymiarze czasowym i w 77. minucie strzelił bramkę dla swojej drużyny. Przez cały sezon 2003/2004 notował regularne występy, lecz oprócz debiutanckiego trafienia wpisał się na listę strzelców jeszcze tylko raz, w 25. kolejce z Elche (2:1). Pod koniec rozgrywek zmagał się z kontuzją (pubalgia), a jako jedną z przyczyn jego niepowodzenia w Ejido podawano również słabe zgranie z kolegami z drużyny. Na koniec sezonu jego zespół zajął osiemnaste miejsce w tabeli Segunda División (ostatnie bezpieczne nad strefą spadkową), a De Nigris odszedł z klubu.

### Once Caldas (2004)
W czerwcu 2004 De Nigris ponownie został wystawiony przez CF Monterrey do draftu ligi meksykańskiej. Na jego pozyskanie nie zdecydował się jednak żaden z klubów. Już po zakończeniu draftu piłkarza chciał zatrudnić zespół Santos Laguna, jednak pozostawało to niezgodne z ówczesnymi regułami FMF. Wobec zaistniałej sytuacji zawodnik miał do wyboru spędzenie kolejnego półrocza w drugoligowej filii Monterrey, Cobras de Ciudad Juárez, lub poszukanie zatrudnienia zagranicą. De Nigris publicznie skrytykował system transferowy w Meksyku, nazywając go „zabieraniem piłkarzom wolności przez układy ludzi rządzących klubami”.
W sierpniu 2004 De Nigris na zasadzie rocznego wypożyczenia dołączył do kolumbijskiego CD Once Caldas, ówczesnego zdobywcy Copa Libertadores. Klubowi z Manizales polecił go Enrique Meza, były selekcjoner reprezentacji Meksyku, za pośrednictwem swojego byłego asystenta Yaíra Garcíi, który pracował wówczas w sztabie Once Caldas. De Nigris był uznawany przez dziennikarzy za główne wzmocnienie drużyny z Manizales przed sezonem. Miał w niej zastąpić Sergio Galvána Reya, po wygraniu Copa Libertadores sprzedanego do MetroStars, oraz zawieszonego za stosowanie dopingu Jorge Agudelo.
De Nigris strzelił dla Once Caldas zaledwie jednego gola w lidze kolumbijskiej, 24 listopada 2004 w przegranym 1:4 spotkaniu z Américą Cali na Estadio Palogrande. Trener Luis Fernando Montoya opisywał go jako „bardzo zdyscyplinowanego, zaangażowanego i pracowitego”. 12 grudnia 2004 De Nigris w pełnym wymiarze czasowym rozegrał spotkanie z FC Porto o Puchar Interkontynentalny na stadionie Nissan w Jokohamie, które określił najważniejszym meczem w swojej dotychczasowej karierze. Po bezbramkowym remisie Once Caldas uległo Portugalczykom w serii rzutów karnych; De Nigris zanotował nieudany występ, lecz wykorzystał swój rzut karny. Była to ostatnia edycja Pucharu Interkontynentalnego (w jego miejsce FIFA utworzyła Klubowe Mistrzostwa Świata), zaś De Nigris został jedynym Meksykaninem, który kiedykolwiek zanotował występ w tych rozgrywkach.

### Puebla (2005)
W styczniu 2005 De Nigris został na rok wypożyczony przez CF Monterrey do Puebla FC, walczącego o utrzymanie w lidze meksykańskiej. Oficjalnie został zarejestrowany jako zawodnik drugoligowej filii Puebli – zespołu Delfines de Coatzacoalcos.
W Puebli zadebiutował 29 stycznia 2005 w zremisowanym 0:0 meczu 3. kolejki ligowej z Dorados na Estadio Banorte, zmieniając w 80. minucie Chilijczyka Ignacio Quinterosa. Jedynego gola zdobył natomiast 19 marca 2005 w przegranym 1:3 spotkaniu 10. kolejki z Morelią na Estadio Morelos. Ostatecznie spędził w Puebli tylko sześć miesięcy, był głównie rezerwowym (rozegrał 13 meczów, z czego tylko 5 w wyjściowym składzie), a jego drużyna spadła do drugiej ligi.

### Pumas UNAM (2005)
W lipcu 2005 De Nigris na zasadzie sześciomiesięcznego wypożyczenia przeniósł się do stołecznego Pumas UNAM, który w poprzednim roku zdobył dwa z rzędu mistrzostwa Meksyku. Jego transfer nie był akceptowany przez część kibiców Pumas ze względu na ich konflikt z fanami CF Monterrey, z którym to klubem identyfikował się zawodnik. Po swoim debiutanckim meczu, by załagodzić sytuację, odbył rozmowę z członkami grupy kibicowskiej Pumas i – jak później wspominał – wyjaśnił im, że „przybywa do klubu z wielkimi nadziejami i zamierza bronić jego barw do ostatnich sił”. Mimo to w kolejnych meczach wciąż był wygwizdywany i obrażany przez niektórych fanów Pumas, również ze względu na swoją nieskuteczność. Po słabym występie w jednym ze spotkań został nawet obrzucony przedmiotami z trybun. W obronie De Nigrisa stawali między innymi jego koledzy z drużyny: kapitan Joaquín Beltrán, Israel Castro, José Luis López czy Bruno Marioni. Pytany przez dziennikarzy De Nigris wyrażał zasmucenie ze względu na stosunek kibiców do jego osoby, lecz stwierdził, że „wyzwiska są częścią futbolu” i skupia się na treningach oraz grze.
Trenerem Pumas był wówczas Hugo Sánchez, o którym De Nigris po latach następująco mówił w tureckich mediach:

Miałem okazję współpracować z Hugo Sánchezem przez sześć miesięcy. Dużo pokazał mi w kwestii strzałów z dystansu, poruszania się po boisku i gry w powietrzu. To bardzo mądra osoba. Dzięki niemu nauczyłem się też jednej, bardzo ważnej rzeczy – jak myśleć pozytywnie. Sprawiał, że przed sezonem lub meczem wszyscy wierzyli, że na pewno nam się uda. Nauczyłem się od niego, jak bardzo istotne są motywacja i pozytywne nastawienie.

W nowym zespole zadebiutował 23 lipca 2005 na Estadio Olímpico Universitario w zremisowanej 0:0 konfrontacji derbowej z Américą w pierwszym meczu o superpuchar Meksyku – Campeón de Campeones. Wystąpił wówczas w wyjściowym składzie, notując dobre spotkanie i w 74. minucie został zmieniony przez Martína Cardettiego. Cztery dni później rozegrał pełny mecz rewanżowy z Américą (1:2), lecz jego zespołowi nie udało się sięgnąć po trofeum. Pierwszego gola dla Pumas zdobył 24 sierpnia 2005 na Estadio Luis „Pirata” Fuente w zremisowanym 1:1 meczu 5. kolejki ligowej z Veracruz. W pomeczowym wywiadzie przyznał, że bramka „zdjęła z niego presję”, nawiązując do napiętej relacji pomiędzy nim i kibicami. Dwa dni później niektórzy fani Pumas przyszli na trening zespołu i przeprosili zawodnika za swoje zachowanie. Następnie De Nigris strzelił jeszcze gola w 8. kolejce z Pachucą (1:3), a Pumas zanotowali bardzo słaby ligowy sezon, zajmując piąte, przedostatnie miejsce w swojej grupie (szesnaste w klasyfikacji generalnej). De Nigris rywalizował o miejsce w składzie z Argentyńczykami Bruno Marionim i Martínem Cardettim oraz Boliwijczykiem Joaquínem Botero.
Dużo lepiej Pumas zaprezentowali się w międzynarodowych rozgrywkach Copa Sudamericana, docierając do finału. De Nigris rozegrał w nich siedem z ośmiu możliwych spotkań (480 z 720 możliwych minut – ok. 67%) i strzelił dwa gole – w pierwszym meczu 1/8 finału z boliwijskim The Strongest (3:1) i pierwszym meczu ćwierćfinałowym z brazylijskim Corinthians (1:2). Zwykle tworzył duet napastników z Joaquínem Botero lub Bruno Marionim. W pierwszym finałowym spotkaniu z argentyńskim Boca Juniors (1:1) wybiegł na boisko u boku Marioniego i został zmieniony w przerwie. Cały rewanż z Boca (1:1, 4:5 k.) przesiedział natomiast na ławce rezerwowych – trener Miguel España (w trakcie półfinałów zastąpił Hugo Sáncheza) zdecydował się postawić w ataku na Marioniego i Botero.
Na zakończenie roku Pumas nie skorzystali z opcji wykupu karty zawodniczej De Nigrisa. Piłkarz przyznał później, że na transfer definitywny nie wyrazili zgody działacze CF Monterrey.

### Monterrey (2006)
Przed kolejnym sezonem CF Monterrey, właściciel karty De Nigrisa, nie znalazł mu zatrudnienia w innym meksykańskim klubie, wobec czego piłkarz stawił się na treningach tej drużyny. Został zarejestrowany przez Monterrey do nadchodzących rozgrywek ligowych. W styczniu 2006 rozegrał w jego barwach trzy spotkania w turnieju InterLigi, jeszcze przed rozpoczęciem ligowego sezonu.
Kilka dni później niespodziewanie ogłoszono, że De Nigris przeniesie się do chińskiego Shandong Luneng Taishan na zasadzie rocznego wypożyczenia z opcją wykupu. Piłkarz sam poprosił zarząd Monterrey o zgodę na odejście. Podpisał umowę z Shandong Luneng, po czym poleciał do Chin i przez miesiąc trenował z nowym zespołem. Na miejscu okazało się jednak, że kontrakt był fałszywy, a osoby przeprowadzające transfer nie miały upoważnienia do jego zawarcia od prezydenta chińskiego klubu. De Nigris wystąpił przeciwko klubowi i jego przedstawicielom do FIFA z roszczeniem o odszkodowanie.
Po pobycie w Chinach zawodnik zmienił agenta, nawiązując współpracę z José Manuelem Sanzem (który wcześniej reprezentował także m.in. Hugo Sáncheza, Rafaela Márqueza czy Cuauhtémoca Blanco).

### Santos (2006)
W marcu 2006 De Nigris przeszedł testy medyczne w brazylijskim Santos FC, a następnie podpisał z tym klubem kontrakt do końca roku. Został tym samym pierwszym (i jak dotąd jedynym) Meksykaninem w historii ligi brazylijskiej. Wybrał numer „7” na koszulce, noszony poprzednio przez Robinho, który został sprzedany do Realu Madryt. Santos zapłacił za jego transfer 550 tysięcy dolarów. Według popularnej anegdoty trener Santosu, Vanderlei Luxemburgo, chciał sprowadzić do klubu młodszego brata zawodnika, Aldo de Nigrisa, a do transferu Antonio doszło przez pomyłkę. Sam Luxemburgo pomylił obu piłkarzy na konferencji prasowej. Wersji tej zaprzeczył zarówno trener, jak i dyrektor sportowy Santosu, Luiz Antônio Capella, który stwierdził, że De Nigris był obserwowany przez klub już za czasów gry w Once Caldas. W Santosie miał być następcą napastnika Deivida (latem 2005 odszedł do portugalskiego Sportingu CP), którego jesienią bezskutecznie starali się zastąpić Luizão i Cláudio Pitbull
W kwietniu 2006 Santos wywalczył mistrzostwo stanowe – Campeonato Paulista. De Nigris nie mógł jednak zostać zgłoszony do tych rozgrywek (przyszedł do klubu już po zamknięciu okresu rejestracyjnego). Zadebiutował w Santosie dopiero kilka dni później, 12 kwietnia 2006 na Estádio Vila Belmiro w wygranym 2:1 meczu z Brasiliense w pierwszym meczu ćwierćfinałowym trzeciej rundy pucharu Brazylii – Copa do Brasil. Zagrał od początku i został zmieniony w 60. minucie przez Magnuma. Pierwszego i zarazem jedynego gola dla Santosu strzelił 23 kwietnia 2006 w wygranej 2:0 ligowej konfrontacji 2. kolejki z Athletico Paranaense na Estádio Papa João Paulo II. W rozgrywkach ligowych De Nigris występował z numerem „10” na koszulce (przejął go po Giovannim), kojarzonym w Santosie głównie z Pelé. Ogółem wystąpił w Brazylii w pięciu spotkaniach, lecz nie wywalczył sobie miejsca w pierwszym składzie. W wywiadzie przyznawał, że nie znajduje się jeszcze w optymalnej kondycji fizycznej i rytmie meczowym.
W maju 2006 okazało się, iż mogły mieć miejsce nieprawidłowości związane z procedurą rejestracji De Nigrisa do ogólnokrajowych rozgrywek. Termin do zgłoszenia zawodników pozyskanych zza granicy upływał 25 marca, zaś nazwisko Meksykanina pojawiło się w rejestrze BID (prowadzonym przez CBF) dopiero 4 kwietnia. Santos powołał się na wyjątek w przepisach, który pozwalał na rejestrację po terminie piłkarzy pozyskiwanych na zasadzie wolnego transferu. Według brazylijskiego klubu De Nigris 15 marca rozwiązał umowę z CF Monterrey, wobec czego przyszedł do Santosu właśnie jako wolny piłkarz. W świetle informacji Paulo Marcosa Schmitta, prokuratora generalnego brazylijskiego trybunału ds. sportowych Superior Tribunal de Justiça Desportiva (STJD), piłkarz był jednak tylko wypożyczony z Monterrey do Santosu, a więc wciąż miałby ważny kontrakt z meksykańskim klubem. Schmitt wystąpił do trybunału z wnioskiem o zbadanie sprawy. Wniosek o ukaranie Santosu walkowerem złożyły do STJD kluby Brasiliense FC i Athletico Paranaense, z którymi Santos z De Nigrisem w składzie mierzył się w poprzednich meczach. Powoływały się na informację zamieszczoną w styczniu na witrynie internetowej CF Monterrey, z której wynikało, że piłkarz ma ważny jeszcze przez pół roku kontrakt, a także na deklarację FMF oznajmiającą, iż De Nigris rozwiązał co prawda umowę z Monterrey, jednak dopiero 31 marca. Santos powoływał się z kolei na przekazane im przez Monterrey pismo świadczące o rozwiązaniu umowy z zawodnikiem 15 marca oraz na wcześniejszą pozytywną decyzję CBF. Podnosił również, że znaczenie prawne ma tylko data zgłoszenia piłkarzy do rejestracji (w analizowanej sprawie – 24 marca), a nie data ich umieszczenia w systemie CBF (4 kwietnia). W przypadku niekorzystnego wyroku Santos mógł otrzymać karę do 12 ujemnych punktów w lidze. Przed trybunałem przesłuchano w roli świadków De Nigrisa oraz dyrektora Działu Rejestracji i Transferów CBF, Luisa Gustavo Vieirę de Castro. Ostatecznie w czerwcu 2006 trybunał przychylił się do stanowiska Santosu. Uznano, że znaczenie ma data zgłoszenia zawodnika do rejestru przez klub, a zatem De Nigris został zarejestrowany zgodnie z prawem.
Po rozpoczęciu sporu sądowego De Nigris został odsunięty od składu, oficjalnie z powodu kontuzji kostki. Później trenował tylko indywidualnie lub z juniorami, a Santos próbował sprzedać go innym klubom. Ostatecznie w sierpniu 2006 Santos rozwiązał kontrakt z De Nigrisem, podając w oficjalnym komunikacie, że „jego obecność w zespole nie jest już potrzebna”.

### Gaziantepspor (2006–2007)
De Nigris po odejściu z Santosu po raz pierwszy od rozpoczęcia kariery de facto został wolnym piłkarzem. Ze względu na specyficzne reguły transferowe panujące wówczas w Meksyku, zwane „Pacto de Caballeros” (zawodnik nawet po wygaśnięciu umowy mógł przejść do innego meksykańskiego klubu tylko wtedy, gdy ten uiścił opłatę jego poprzedniemu klubowi), a także zaporową cenę odstępnego dyktowaną przez CF Monterrey zwykle nie był w stanie decydować o swoim nowym klubie i był zmuszony często zmieniać zespoły w różnych krajach. Dziennikarz Héctor Huerta określił De Nigrisa jako „kolejną ofiarę «Pacto de Caballeros»” oraz „obieżyświata wbrew własnej woli, ponieważ w Meksyku i tylko w Meksyku zawodnik pomimo wygaśnięcia kontraktu nie jest wolny, wbrew regułom FIFA”. Sam De Nigris wspominał, że ze względu na postawę CF Monterrey do skutku nie doszedł między innymi jego transfer definitywny do Villarrealu, Pumas, a także wyniknęły problemy kontraktowe z Santosem. W wywiadach podkreślał żal, który żywił do działaczy Monterrey:

Robili mi problemy, ponieważ nie mogli na mnie zarobić pieniędzy, których oczekiwali. Po ostatnich świętach Bożego Narodzenia [2007 – przyp. red.] zarząd klubu zaproponował mi, abym do nich wrócił i podpisał kolejną umowę. Zacząłem grać dla Monterrey mając 19 lat, byłem z nimi związany kontraktem do 29. roku życia. Byłem tam idolem, wśród kibiców miałem mnóstwo fanów. Tam wypromowałem się do reprezentacji. To dla mnie ważna drużyna, ale nie planuję tam znów grać [...]. Z powodu moich kłopotów z Monterrey występowałem w wielu krajach.

De Nigris przyznał, że jeszcze podczas pobytu w Santosie jego zatrudnieniem interesował się zespół z Włoch. Po opuszczeniu Brazylii zdecydował się jednak na przyjęcie oferty tureckiego Gaziantepsporu. Jak wyjaśniał De Nigris w jednym z wywiadów, nie chciał pozostawać bez klubu do końca roku, a Gaziantepspor był wówczas jedyną faktycznie dostępną opcją. Na jego transfer nalegał nowy trener tego zespołu, Włoch Walter Zenga. Zawodnik dołączył do klubu we wrześniu 2006 na zasadzie wolnego transferu, podpisując dwuletni kontrakt z opcją przedłużenia o kolejny rok. Został drugim meksykańskim piłkarzem w historii, który trafił do ligi tureckiej (po Sergio Almaguerze).
W Gaziantepsporze zadebiutował 10 września 2006 w zremisowanym 2:2 meczu z Ankaragücü, rozegranym w ramach 5. kolejki ligowej na stadionie im. Kâmila Ocaka. Wystąpił wówczas w wyjściowym składzie, po faulu na nim został przyznany rzut karny, którego na gola zamienił Gwinejczyk Kaba Diawara, a w 64. minucie został zmieniony przez Fatiha Şena. Pierwszego gola w Turcji strzelił już tydzień później, w zremisowanym 1:1 spotkaniu 6. kolejki z Kayseri Erciyessporem na Kayseri Atatürk Stadium. W rundzie jesiennej zdobył jeszcze bramki w 11. kolejce z Sivassporem (1:0) i 13. kolejce z Bursasporem (1:2), a także cztery razy wpisał się na listę strzelców w pucharze Turcji – dwukrotnie w drugiej rundzie z trzecioligowym Keçiörengücü (4:2) oraz w fazie grupowej z trzecioligowym İnegölsporem (5:0) i drugoligowym Büyükşehirem Belediyesi (1:0). W linii ataku występował głównie u boku Kaby Diawary, lecz tureckie media oceniły ich formę jako niezadowalającą. W styczniu 2007 miała miejsce zmiana trenera – Waltera Zengę zastąpił Erdoğan Arıca, który relegował De Nigrisa do roli rezerwowego dla Veysela Cihana i Diawary. W rundzie wiosennej Meksykanin nie zanotował żadnego trafienia. W późniejszych wywiadach krytykował ówczesnego szkoleniowca:

Nie wierzył w obcokrajowców. Treningi ograniczały się do biegania, nieustannego biegania. Nie trenowaliśmy wariantów taktycznych ani stałych fragmentów gry, czyli podstaw zdobywania goli; dzięki nim wygrywa się wiele spotkań. Widzisz te metalowe płotki do trenowania rzutów wolnych? W ogóle ich nie używaliśmy. Cały rok [sic] minął mi na bieganiu i braku gry [...]. Chciałem odejść, to była męczarnia, ale przeczekałem to ze względu na mój kontrakt.

Na koniec sezonu 2006/2007 Gaziantepspor zajął jedenaste miejsce w tabeli (na osiemnaście drużyn).
Przed nowym sezonem z Gaziantepsporu odszedł trener Erdoğan Arıca, a posadę szkoleniowca objął Mesut Bakkal. Zdecydowanie postawił na De Nigrisa, a ten w piętnastu ligowych meczach rundy jesiennej zdobył osiem bramek – w 2. kolejce z Fenerbahçe (1:2), trzy w 5. kolejce z Kayserisporem (4:3), w 6. kolejce z Gençlerbirliği OFTAŞ (2:1), w 9. kolejce z Denizlisporem (1:2), w 15. kolejce z Trabzonsporem (2:3) i w 17. kolejce z Büyükşehirem Belediyesi (2:1). Dzięki temu na koniec rundy był drugim najlepszym strzelcem ligi tureckiej. Trener Bakkal publicznie pochwalił jego występy i określił go jako „kandydata do miana najlepszego napastnika w Turcji”. Zarząd Gaziantepsporu wyznaczył dla niego dodatkową premię w wysokości 50 tysięcy dolarów w przypadku zdobycia 15 goli. Jako jedną z przyczyn dobrych występów De Nigrisa podawano zaaklimatyzowanie się w Turcji (samodzielnie opanował język turecki w stopniu komunikatywnym). Porównał kulturę turecką do latynoamerykańskiej, a styl gry w lidze tureckiej określił jako oparty na fizyczności, w znacznie większym stopniu niż na przykład w Brazylii. W aklimatyzacji pomagał mu zwłaszcza Argentyńczyk Cristian Zurita, jedyny oprócz De Nigrisa hiszpańskojęzyczny piłkarz w Gaziantepsporze.
Po strzeleniu bramki w meczu z Fenerbahçe De Nigris celebrował zdobycie bramki zakładając maskę wrestlera Místico, czołowej postaci popularnego w Meksyku lucha libre. Otrzymał za to od sędziego żółtą kartkę, przez co został skarcony przez trenera. Nietypowe świętowanie bramki przez Meksykanina spotkało się jednak z wielkim zainteresowaniem wśród tureckich kibiców i dziennikarzy, zyskując status kultowego i nawet po latach było kojarzone z osobą De Nigrisa. Dzięki swoim udanym występom i zaangażowaniu był jednym z ulubieńców fanów Gaziantepsporu.

### Ankaraspor (2008)
W styczniu 2008 De Nigris został sprzedany do stołecznego Ankarasporu za sumę 1,1 miliona euro. W ramach ustaleń między klubami do Gaziantepsporu mieli także trafić Tevfik Köse, Ferdi Elmas i Anil Tasdemir (ostatecznie do tego nie doszło). Prezes Gaziantepsporu, İbrahim Kızıl, argumentował sprzedaż zawodnika jego wygasającym za pół roku kontraktem (latem Meksykanin mógłby odejść z klubu na zasadzie wolnego transferu). De Nigris podpisał z Ankarasporem dwuipółletnią umowę z klauzulą odstępnego.
De Nigris zadebiutował w Ankarasporze 20 stycznia 2008 w wygranym 1:0 spotkaniu 19. kolejki ligowej z Manisasporem na Osmanlı Stadyumu. Wybiegł wówczas na boisko w pierwszym składzie i w 81. minucie został zmieniony przez Orhana Aka. Już trzy dni później zdobył gola w wygranym 3:2 meczu fazy grupowej krajowego pucharu z trzecioligowym Diyarbakır BB na stadionie im. Atatürka w Diyarbakırze. Do końca sezonu wystąpił we wszystkich meczach Ankarasporu w wyjściowej jedenastce i zdobył sześć ligowych goli – w 20. kolejce z Konyasporem (3:1), dwa w 22. kolejce z Beşiktaşem (2:3), dwa w 27. kolejce z Gençlerbirliği (3:1) oraz w 33. kolejce z Çaykur Rizesporem (1:0). Przez pewien czas był liderem klasyfikacji strzelców, jednak ostatecznie zakończył sezon 2007/2008 jako trzeci najlepszy strzelec ligi tureckiej (14 goli, ex aequo z trzema innymi piłkarzami), za Semihem Şentürkiem (17 goli) i Słowakiem Filipem Hološko (15 goli). W meksykańskiej prasie De Nigris narzekał na zbytnie osamotnienie w linii ataku podczas meczów. Ankaraspor zajął dziesiąte miejsce w tabeli, spełniając cel w postaci utrzymania się w lidze.
W letnim oknie transferowym pozyskaniem De Nigrisa były zainteresowane kluby z Meksyku, a sam zawodnik poprosił o zgodę na odejście. Zarząd Ankarasporu nie wyraził jednak zgody na transfer. Celem drużyny na nowy sezon miał być awans do europejskich pucharów. Przed rozgrywkami Aykut Kocaman zastąpił Bośniaka Safeta Sušicia na stanowisku trenera. Podczas okresu przygotowawczego De Nigris zmagał się z problemami zdrowotnymi (lumbago). Jesienią stracił miejsce w składzie i w taktyce trenera Kocamana pełnił głównie rolę rezerwowego. W wyjściowej jedenastce rozegrał tylko pięć ligowych spotkań i strzelił gola w 8. kolejce z Kocaelisporem (4:0), a oprócz tego zanotował dwa trafienia w pucharze Turcji – w drugiej rundzie na wagę awansu z trzecioligowym Istanbulsporem (1:0) oraz w fazie grupowej z Galatasaray (1:1). De Nigris w meksykańskich mediach publicznie wyrażał rozczarowanie swoją pozycją w zespole:

Nie jestem już tutaj szczęśliwy. Trener nie wyjaśnił mi, dlaczego nie gram, choć mówi mi, że wszystko jest w porządku. Już w nic mu nie wierzę. Tu chodzi o powody osobiste. Bardzo źle mnie traktuje [...]. Udowodniłem, że znajduję się w dobrej formie i jestem lepszy od tych, którzy grają teraz w pierwszym składzie, ale trener woli wystawiać piłkarzy, których uznaje za odpowiednich. Szanuję jego decyzję, ale nie jestem zadowolony [...]. Nie chcę zostać w drużynie, jeśli ten trener nadal będzie pracował, ponieważ nie tylko jest złą osobą, ale też słabym szkoleniowcem. Jestem wściekły i smutny. Byłem jednym z najlepszych strzelców poprzedniego sezonu, a teraz kiedy tylko gram, strzelam gole [...]. Zarząd zna moje zdanie. Jeśli pojawi się lepsza oferta, to będę chciał odejść w grudniu, bo nie jest normalne, że piłkarz, który zdobywa bramki, nie jest wystawiany. Nie zamykam się na żaden kierunek i żaden kraj.

Miał również oskarżyć Kocamana o niechęć do obcokrajowców:

Myślę, że chodzi o powody osobiste, bo [trener] jest dość rasistowski. [...] Oprócz mnie przestał wystawiać dwóch zagranicznych piłkarzy, którzy grali w podstawowym składzie w zeszłym sezonie. Jednemu z nich, Brazylijczykowi, mówił, że go nie chce, od kiedy przybył do klubu. Jest jednym z najlepszych piłkarzy drużyny, a nie ma go nawet na ławce rezerwowych. Drugi, Szwed, to świetny obrońca, który zawsze grał w składzie, a teraz też nie jest wystawiany. [...] Mnie nic nie powiedział, ale po prostu przestał na mnie stawiać.

Słowa De Nigrisa wywołały kontrowersje w Turcji. Na konferencji prasowej piłkarz oznajmił, że opublikowany w meksykańskiej prasie artykuł nie odzwierciedla prawdy, zostały w nim zawarte twierdzenia, których nie był autorem i „jest mu bardzo przykro” z powodu zaistniałej sytuacji. Zdecydowanie zaprzeczył, jakoby miał użyć słowa „rasista”, a z trenerem Kocamanem łączą go „bardzo dobre relacje” oraz darzy go „wielkim szacunkiem”.
Podczas pobytu w Ankarasporze De Nigris awansował na trzecie miejsce w klasyfikacji Meksykanów z największą liczbą goli strzelonych w Europie, ustępując tylko Hugo Sánchezowi i Luisowi Garcíi.

### Ankaragücü (2009)
Wobec ograniczonego czasu gry De Nigris wyrażał chęć opuszczenia Ankarasporu w zimowym oknie transferowym. Zainteresowanie jego powrotem wyrażał Gaziantepspor. Piłkarz przyznał, że posiada łącznie trzy oferty z tureckich klubów. Ofertę wypożyczenia De Nigrisa złożył czołowy meksykański klub Cruz Azul, którą zawodnik przyjął z entuzjazmem. Na przeszkodzie stanęła jednak zbyt wysoka klauzula wykupu w kontrakcie piłkarza z Ankarasporem, a także CF Monterrey, który na mocy Pacto de Caballeros zażądał od Cruz Azul około 2,5 miliona dolarów za transfer De Nigrisa. Zawodnik przyznał, że jest „wściekły” ze względu na postawę Monterrey, którą określił jako „niesprawiedliwą” oraz „zamykającą mu ważną ścieżkę”. Prezes Monterrey, Jorge Urdiales, bronił się, że transfer upadł ze względu na interwencję biorących udział w negocjacjach agentów piłkarskich, a także stwierdził, że De Nigris w świetle meksykańskich reguł transferowych nie jest na rodzimym rynku wolnym piłkarzem.
Ostatecznie w styczniu 2009 De Nigris został wypożyczony na pół roku do innej stołecznej drużyny, MKE Ankaragücü. Jego nowy klub, walczący o utrzymanie w lidze tureckiej, zapłacił za wypożyczenie Meksykanina sumę 270 tysięcy euro, z czego połowę wyłożył Melih Gökçek, honorowy prezydent klubu i ówczesny burmistrz Ankary. Ankaragücü był siódmym zagranicznym klubem De Nigrisa – tym samym został meksykańskim piłkarzem, który występował w największej liczbie zespołów poza ojczyzną (pobił rekord należący do Hugo Sáncheza).
W Ankaragücü zadebiutował 1 lutego 2009 w przegranym 1:3 spotkaniu 18. kolejki ligowej z Konyasporem na stadionie 19 Maja w Ankarze, kiedy to rozegrał pełny mecz i strzelił gola. W tym samym miesiącu De Nigrisa chciał zatrudnić meksykański Club Necaxa, poszukujący zastępcy dla kontuzjowanego Urugwajczyka Víctora Píriza. Przenosiny nie doszły do skutku, gdyż przepisy FIFA zabraniały piłkarzom występom w trzech klubach w tym samym sezonie. De Nigris regularnie występował w barwach Ankaragücü, zdobył jeszcze bramkę w 22. kolejce z Hacettepe (1:0), a jego zespół na koniec sezonu 2008/2009 zajął trzynaste miejsce w lidze z punktem przewagi nad strefą spadkową.

### AE Larisa (2009)
Po powrocie do Ankarasporu zarząd zaproponował De Nigrisowi obniżkę pensji o 30% ze względu na problemy finansowe klubu związane z ogólnoświatowym kryzysem gospodarczym. Zawodnik nie zgodził się na nowe warunki, licząc się z tym, że w wyniku odmowy może zostać odsunięty od drużyny. Latem 2009 trenował indywidualnie przez dwa miesiące. Ostatecznie rozwiązał umowę z Ankarasporem, która miała obowiązywać jeszcze przez rok. De Nigris stwierdził, że jego priorytetem pozostaje powrót do Meksyku.
W sierpniu 2009 De Nigris związał się dwuletnim kontraktem z greckim AE Larisa. W nowej drużynie miał zastąpić Polaka Macieja Żurawskiego, który odszedł do cypryjskiej Omonii. Został trzecim piłkarzem z Meksyku w historii ligi greckiej (po Nerym Castillo i Mariano Trujillo). W tamtym sezonie Larisa brała udział w rozgrywkach Ligi Europy UEFA, jednak sensacyjnie odpadła z nich jeszcze przed przyjściem De Nigrisa, w drugiej rundzie kwalifikacyjnej z islandzkim KR (0:2, 1:1).
De Nigris zadebiutował w Larisie 30 sierpnia 2009 w przegranym 0:2 meczu 2. kolejki ligowej z Olympiakosem na stadionie Alkazar. Zmienił wówczas w 77. minucie Michalisa Bukuwalasa. Szybko został podstawowym napastnikiem Larisy. Ostatni – jak się później okazało – mecz w karierze piłkarskiej rozegrał 31 października 2009 w 9. kolejce z Arisem (2:2), kiedy to wybiegł na boisko w wyjściowym składzie i w 45. minucie został ukarany czerwoną kartką.

## Kariera reprezentacyjna
W lutym 2001 De Nigris otrzymał od selekcjonera Enrique Mezy pierwsze powołanie do reprezentacji Meksyku, na mecz z USA w ramach eliminacji do mistrzostw świata w Korei Płd. i Japonii. Zawodnik mógł się wówczas pochwalić bardzo dobrym bilansem w pierwszej lidze meksykańskiej (27 meczów i 15 goli od czasu debiutu). Pojawił się jednak na zgrupowaniu z pomniejszą kontuzją i nie wystąpił przeciwko USA (0:2).
W kadrze narodowej De Nigris zadebiutował ostatecznie 7 marca 2001 w zremisowanym 3:3 meczu towarzyskim z Brazylią na Estadio Jalisco. Rozegrał wówczas pełny mecz i strzelił bramkę uderzeniem z woleja po dośrodkowaniu Miguela Zepedy, pokonując golkipera rywali Rogério Ceniego. Gol ten jest uznawany za jednego z najpiękniejszych w historii reprezentacji Meksyku, a sam zawodnik określił go najładniejszym, jakiego zdobył podczas swojej kariery.
Już w swoim kolejnym meczu w reprezentacji, 25 marca na Estadio Azteca przeciwko Jamajce (4:0) w eliminacjach do mundialu, De Nigris zdobył dwie bramki. Selekcjoner powołał go na tamto spotkanie kosztem Luisa Hernándeza. Ogółem podczas eliminacji do mistrzostw świata w Korei Płd. i Japonii rozegrał trzy mecze (na szesnaście możliwych).
W maju 2001 De Nigris został powołany przez Enrique Mezę na Puchar Konfederacji. Rywalizował wówczas o miejsce w ataku z Jaredem Borgettim i José Manuelem Abundisem. W meczu z Australią (0:2) duet napastników stworzyli Borgetti i Abundis, a De Nigris przesiedział całe spotkanie na ławce. Następnie z Koreą Płd. (1:2) wystąpił w pełnym wymiarze czasowym obok Borgettiego, a z Francją (0:4) również wybiegł w wyjściowym składzie, jednak tym razem w duecie z Abundisem i został zmieniony w przerwie przez Borgettiego. Broniący tytułu Meksykanie zanotowali wówczas swój najgorszy występ w historii Pucharu Konfederacji i z kompletem porażek zajęli ostatnie miejsce w grupie.
W lipcu 2001 De Nigris znalazł się w składzie na Copa América, ogłoszonym przez nowego selekcjonera Javiera Aguirre. Aguirre przyznawał, że traktuje turniej przede wszystkim jako okazję do obserwacji piłkarzy pod kątem nadchodzącej decydującej fazy eliminacji do mistrzostw świata. Meksykanie dotarli podczas Copa América aż do finału, a De Nigris był określany przez prasę mianem „dobrego zmiennika” dla Jareda Borgettiego. W fazie grupowej przesiedział na ławce rezerwowych mecz z Brazylią (1:0), następnie wystąpił w wyjściowym składzie z Paragwajem (0:0) oraz wszedł jako rezerwowy z Peru (0:1). W ćwierćfinale z Chile (2:0) zagrał od początku i zanotował asystę przy trafieniu Jesúsa Arellano, a w półfinale z Urugwajem (2:1) ponownie wszedł z ławki. Nie mógł wystąpić w finale z gospodarzami, Kolumbią (0:1), z powodu nadmiaru żółtych kartek.
Czwartego i zarazem ostatniego gola w kadrze narodowej De Nigris strzelił 23 sierpnia 2001 w meczu towarzyskim z Liberią (5:4) na Estadio Luis „Pirata” Fuente. Zdobył wówczas zwycięską bramkę w ostatniej minucie spotkania.
W styczniu 2002 De Nigris został awaryjnie powołany na Złoty Puchar CONCACAF, zastępując kontuzjowanego Jesúsa Mendozę. Drugim kandydatem do zastąpienia Mendozy był Jesús Olalde, jednak selekcjoner Javier Aguirre nie chciał powoływać czwartego już zawodnika z klubu Tigres UANL. Meksyk wystawił na Złoty Puchar rezerwową kadrę, z której tylko jeden zawodnik (Francisco Gabriel de Anda) został później powołany na mistrzostwa świata w Korei Płd. i Japonii. Podczas turnieju De Nigris wystąpił tylko w jednym meczu – w drugim spotkaniu fazy grupowej z Gwatemalą (3:1), kiedy to zagrał w formacji ataku obok Adolfo Bautisty. Podopieczni Aguirre odpadli ze Złotego Pucharu już w ćwierćfinale, ulegając w serii rzutów karnych Korei Płd. (0:0, 2:4 k.).
Następnie De Nigris przez sześć lat nie otrzymywał powołań do reprezentacji. Sam zawodnik twierdził, że przez częste zmiany klubów trudno było dojść mu do optymalnej formy, zaś selekcjoner Ricardo La Volpe uważał go za osobę konfliktową. Do kadry narodowej powrócił dopiero w lutym 2008 za kadencji selekcjonera Hugo Sáncheza, za sprawą udanych występów w lidze tureckiej. Do reprezentacji po krótszym lub dłuższym okresie nieobecności wrócili również wówczas Sinha i Pável Pardo. De Nigris zagrał wówczas w wyjściowym składzie w meczach towarzyskich z USA (2:2) oraz Ghaną (2:1). Według meksykańskich mediów był w tych spotkaniach bardzo aktywny, jednak również nieskuteczny pod bramką rywala. Marcowy mecz z Ghaną na Craven Cottage był zarówno ostatnim meczem De Nigrisa w reprezentacji, jak i Hugo Sáncheza w roli selekcjonera.
Po Hugo Sánchezie posadę selekcjonera objął tymczasowo Jesús Ramírez, który podczas swojej wizyty w Europie skontaktował się osobiście lub telefonicznie ze wszystkimi grającym tam meksykańskimi piłkarzami z wyjątkiem De Nigrisa. Kolejny selekcjoner, Szwed Sven-Göran Eriksson, wysłał swojego asystenta Torda Gripa, by ten obserwował postępy zawodnika w Ankarasporze. Następnie Erikssona zastąpił Javier Aguirre, który również nie widział dla piłkarza miejsca w reprezentacji. Żaden z trójki selekcjonerów nie powołał De Nigrisa; jedynie w sierpniu 2008 Eriksson umieścił go w szerokiej (lecz już nie finałowej) kadrze na eliminacyjny mecz z Hondurasem (2:1).

## Statystyki kariery

### Klubowe
| Monterrey     | 1999–2000 | Meksyk    | Primera División    | 4   | 0  | –  | –  | –       | – | –   | 4   | 0  |
| Monterrey     | 2000–2001 | Meksyk    | Primera División    | 33  | 21 | –  | –  | –       | – | –   | 33  | 21 |
| Monterrey     | 2001–2002 | Meksyk    | Primera División    | 29  | 10 | –  | –  | –       | – | –   | 29  | 10 |
| Monterrey     | 2002–2003 | Meksyk    | Primera División    | 17  | 6  | –  | –  | –       | – | –   | 35  | 8  |
| América       | 2002–2003 | Meksyk    | Primera División    | 3   | 0  | –  | –  | –       | – | –   | 35  | 8  |
| Villarreal    | 2002–2003 | Hiszpania | Primera División    | 15  | 2  | –  | –  | –       | – | –   | 35  | 8  |
| Poli Ejido    | 2003–2004 | Hiszpania | Segunda División    | 31  | 2  | –  | –  | –       | – | –   | 31  | 2  |
| Once Caldas   | 2004      | Kolumbia  | Categoría Primera A | 19  | 1  | –  | –  | PI      | 1 | 0   | 20  | 1  |
| Puebla        | 2004–2005 | Meksyk    | Primera División    | 13  | 1  | –  | –  | –       | – | –   | 13  | 1  |
| Pumas UNAM    | 2005–2006 | Meksyk    | Primera División    | 15  | 2  | 2  | 0  | CS      | 7 | 2   | 27  | 4  |
| Monterrey     | 2005–2006 | Meksyk    | Primera División    | –   | –  | 3  | 0  | –       | – | –   | 27  | 4  |
| Santos        | 2006      | Brazylia  | Série A             | 2   | 1  | 3  | 0  | –       | – | –   | 5   | 1  |
| Gaziantepspor | 2006–2007 | Turcja    | Süper Lig           | 24  | 3  | 6  | 4  | –       | – | –   | 30  | 7  |
| Gaziantepspor | 2007–2008 | Turcja    | Süper Lig           | 15  | 8  | 3  | 0  | –       | – | –   | 35  | 15 |
| Ankaraspor    | 2007–2008 | Turcja    | Süper Lig           | 16  | 6  | 1  | 1  | –       | – | –   | 35  | 15 |
| Ankaraspor    | 2008–2009 | Turcja    | Süper Lig           | 9   | 1  | 2  | 2  | –       | – | –   | 25  | 5  |
| Ankaragücü    | 2008–2009 | Turcja    | Süper Lig           | 14  | 2  | –  | –  | –       | – | –   | 25  | 5  |
| AE Larisa     | 2009–2010 | Grecja    | Superleague Ellada  | 7   | 0  | 1  | 0  | –       | – | –   | 8   | 0  |
| Ogółem        |           |           |                     |     |    |    |    |         |   |     |     |    |
| Meksyk        | Meksyk    | Meksyk    | 114                 | 40  | 5  | 0  | CS | 7       | 2 | 126 | 42  |    |
| Hiszpania     | Hiszpania | Hiszpania | 46                  | 4   | –  | –  | –  | –       | – | 46  | 4   |    |
| Kolumbia      | Kolumbia  | Kolumbia  | 19                  | 1   | –  | –  | PI | 1       | 0 | 20  | 1   |    |
| Brazylia      | Brazylia  | Brazylia  | 2                   | 1   | 3  | 0  | –  | –       | – | 5   | 1   |    |
| Turcja        | Turcja    | Turcja    | 78                  | 20  | 12 | 7  | –  | –       | – | 90  | 27  |    |
| Grecja        | Grecja    | Grecja    | 7                   | 0   | 1  | 0  | –  | –       | – | 8   | 0   |    |
| Ogółem        | Ogółem    | Ogółem    | Ogółem              | 266 | 66 | 21 | 7  | PI + CS | 8 | 2   | 295 | 75 |

- PI – Puchar Interkontynentalny
- CS – Copa Sudamericana

Źródło:

### Reprezentacyjne
| Meksyk | Meksyk | 2001   | 5 | 2 | 1 | 3 | 2 | 0 | PK + CA       | 6 | 0 | 1 | 14 | 4 | 2 |
| Meksyk | Meksyk | 2002   | – | – | – | – | – | – | ZPC           | 1 | 0 | 0 | 1  | 0 | 0 |
| Meksyk | Meksyk | 2003   | – | – | – | – | – | – | –             | – | – | – | 0  | 0 | 0 |
| Meksyk | Meksyk | 2004   | – | – | – | – | – | – | –             | – | – | – | 0  | 0 | 0 |
| Meksyk | Meksyk | 2005   | – | – | – | – | – | – | –             | – | – | – | 0  | 0 | 0 |
| Meksyk | Meksyk | 2006   | – | – | – | – | – | – | –             | – | – | – | 0  | 0 | 0 |
| Meksyk | Meksyk | 2007   | – | – | – | – | – | – | –             | – | – | – | 0  | 0 | 0 |
| Meksyk | Meksyk | 2008   | 2 | 0 | 0 | – | – | – | –             | – | – | – | 2  | 0 | 0 |
| Ogółem | Ogółem | Ogółem | 7 | 2 | 1 | 3 | 2 | 0 | PK + ZPC + CA | 7 | 0 | 1 | 17 | 4 | 2 |

- PK – Puchar Konfederacji
- ZPC – Złoty Puchar CONCACAF
- CA – Copa América

Źródło:

#### Gole w reprezentacji
| #  | Data             | Miejsce                                        | Przeciwnik | Gol | Wynik | Rozgrywki                            |
| -- | ---------------- | ---------------------------------------------- | ---------- | --- | ----- | ------------------------------------ |
| 1. | 7 marca 2001     | Estadio Jalisco, Guadalajara, Meksyk           | Brazylia   | 2–0 | 3–3   | Mecz towarzyski                      |
| 2. | 25 marca 2001    | Estadio Azteca, Meksyk, Meksyk                 | Jamajka    | 1–0 | 4–0   | Eliminacje do Mistrzostw Świata 2002 |
| 3. | 25 marca 2001    | Estadio Azteca, Meksyk, Meksyk                 | Jamajka    | 2–0 | 4–0   | Eliminacje do Mistrzostw Świata 2002 |
| 4. | 23 sierpnia 2001 | Estadio Luis „Pirata” Fuente, Veracruz, Meksyk | Liberia    | 5–4 | 5–4   | Mecz towarzyski                      |

## Osiągnięcia
Pumas UNAM
- finał Copa Sudamericana (1): 2005[87]

reprezentacja Meksyku
- finał Copa América (1): 2001[204]

Indywidualne
- odkrycie sezonu Liga MX (1): 2000 (I)[20]

## Styl gry
De Nigris występował na pozycji klasycznego środkowego napastnika, operującego głównie w polu karnym przeciwnika. Wyróżniał się rosłą posturą, świetną grą w powietrzu oraz umiejętnością przemieszczania się w polu karnym tak, by zgubić kryjących go rywali. Był znany ze swojej waleczności, silnego charakteru, charyzmy i zaangażowania. Dysponował dobrym uderzeniem na bramkę i refleksem, ceniono go także za boiskowy instynkt oraz grę bez piłki. Zwracano uwagę na jego umiejętność opanowywania wysokich piłek. Sam De Nigris jako swoje największe atuty podawał waleczność, grę w powietrzu oraz tworzenie boiskowych przestrzeni kolegom z drużyny poprzez odpowiednie przemieszczanie się po placu gry. Najlepiej odnajdywał się w taktyce z dwoma napastnikami.
Selekcjoner Javier Aguirre porównał styl gry De Nigrisa do Jareda Borgettiego, podkreślając jego umiejętność gry tyłem do bramki przeciwnika i bardzo dobrą grę głową, z kolei w opinii Manuela Lapuente był graczem „dobrze wiedzącym, jak strzelać gole”, a ponadto „wyśmienicie główkującym”. Były prezes CF Monterrey, Gilberto Lozano, dostrzegł podobieństwo De Nigrisa do Cristiano Ronaldo pod względem cech motorycznych, takich jak wyskok do piłki. Rafael Márquez, wieloletni kapitan reprezentacji Meksyku, określił go jako „niestrudzonego piłkarza i świetnego człowieka”. Dziennikarz Daniel Ancheyta scharakteryzował zawodnika w następujący sposób:
De Nigris nie był napastnikiem ani najlepszym, ani najbardziej zaawansowanym technicznie, ani najbardziej skutecznym, ale rzadko widywałem tak wytrwałego piłkarza i człowieka. Antonio de Nigris raz za razem próbował szczęścia za granicą z myślą o strzelaniu goli. Oprócz tego, że był osobą, która zawsze intrygowała mnie swoim niespokojnym duchem, utożsamiałem się z Antonio, a nawet podziwiałem go, za sprawą jego głównej i najważniejszej zalety: nigdy się nie poddawał, bez względu na przeciwności losu.

## Życie prywatne
De Nigris w czerwcu 2003 wziął ślub z Sonią Guerrą, z wykształcenia licencjatką handlu zagranicznego, również pochodzącą z Monterrey. Mieli córkę Mirandę (ur. styczeń 2005). Żona i córka towarzyszyły mu podczas gry w różnych krajach. Był ojcem chrzestnym syna Felipe Ayali.
W sierpniu 2003 De Nigris otrzymał włoskie obywatelstwo ze względu na pochodzenie rodziny ze strony ojca. Nosił przydomki „Tano” (nawiązujący do włoskiego pochodzenia) oraz „Toño” (zdrobnienie od imienia Antonio). Uczęszczał do szkoły Instituto Brisas, a następnie studiował zarządzanie w biznesie na Universidad Regiomontana (UR) w swoim rodzinnym Monterrey. Był wierzącym katolikiem. Opisywano go jako osobę radosną, pełną entuzjazmu, otwartą, a także ambitną i pracowitą.
Występował w reklamach marki Bimbo. Podczas gry w Turcji i Grecji prowadził bloga na witrynie internetowej meksykańskiego ESPN. Planował napisać książkę o swojej karierze piłkarskiej. Po zakończeniu kariery zamierzał zostać trenerem piłkarskim.

### Śmierć
W nocy z 15 na 16 listopada 2009 De Nigris przebywał razem z żoną i córką w swoim domu na przedmieściach Larisy. Podczas snu, około godziny 3:00 nad ranem, piłkarz poczuł się źle – zaczął ciężko oddychać i nie było z nim kontaktu. Zaniepokojona jego stanem żona za pośrednictwem jednego z pracowników AE Larisa wezwała karetkę. De Nigris zmarł w drodze do szpitala. Przyczyną śmierci był zawał serca. Miał 31 lat.
O zgonie piłkarza poinformował na swojej witrynie internetowej ówczesny klub De Nigrisa, AE Larisa. Doniesienia potwierdził w Meksyku rzecznik prasowy klubu CF Monterrey, Everardo Valdez. Autopsja przeprowadzona przez lekarza sądowego Christosa Kravaritisa w Generalnym Szpitalu Uniwersyteckim w Larisie wykazała, że De Nigris cierpiał na wrodzoną chorobę serca. Informację tę potwierdził Burak Kunduracıoğlu, klubowy lekarz Ankarasporu, który przyznał, że De Nigris chorował na kardiomiopatię przerostową, czego sam piłkarz był świadomy:
Na początku sezonu, przed rozpoczęciem przygotowań, wykonaliśmy testy kardiologiczne wszystkim piłkarzom, w tym oczywiście De Nigrisowi. Badania wykazały u niego wrodzoną chorobę serca – pogrubienie mięśnia sercowego. Poinformowaliśmy go o tym i zaznaczyliśmy, że ryzyko związane ze schorzeniem zwiększa się po 30. roku życia. W przypadku tej choroby śmiertelność wynosi 5%. Odpowiedział, że problem tego rodzaju zdiagnozowano mu już w Meksyku i nie widzi przeszkód, by dalej grać w piłkę na wysokim poziomie. Przekazaliśmy administracji klubu oraz TFF wiadomość, że uprawianie futbolu może być szkodliwe dla jego zdrowia. Przeprowadziliśmy również maksymalny test wysiłkowy, lecz EKG nie wykazało poważniejszych problemów.
Oświadczenie w kwestii stanu zdrowotnego piłkarza wydał również klub AE Larisa:
Podczas transferu De Nigrisa, podobnie jak w przypadku każdego piłkarza, klub przeprowadził testy medyczne zgodnie ze światowymi zaleceniami. Problem, który wykryliśmy i o którym poinformował nas sam zawodnik (kardiomiopatia przerostowa), nie stoi na przeszkodzie wyczynowemu uprawianiu sportu. Nie przekraczał również akceptowalnych limitów. Nie mieliśmy żadnych innych informacji odnośnie możliwej choroby zawodnika – zarówno ze strony piłkarza, jak i od innych podmiotów – wskazujących na potrzebę skierowania na dokładniejsze badania.
Cytowany przez tureckie media prezes AE Larisa, Kostas Pyladakis, oskarżył Turecki Związek Piłki Nożnej o niepoinformowanie jego klubu o problemie zdrowotnym piłkarza przed transferem. Podobne stanowisko wyraził szef sztabu medycznego Larisy, Antonis Tsagalis. Strona turecka powoływała się z kolei na zachowanie tajemnicy lekarskiej. Tak samo uważał przeprowadzający autopsję lekarz Christos Kravaritis, który pochwalił tureckich lekarzy za zachowanie zgodne z zasadami etyki lekarskiej.
Prezes CF Monterrey, Jorge Urdiales, oznajmił z kolei, że jego klub nie wiedział o dolegliwości De Nigrisa. Młodszy brat zawodnika, występujący wówczas w Monterrey Aldo de Nigris, przyznał, że rodzina zdawała sobie sprawę ze schorzenia Antonio, lecz uznawali je za „drobny problem” i „coś normalnego”. Jego starszy brat, Alfonso de Nigris, w rozmowie z Christosem Kravaritisem stwierdził później, że Antonio w ostatnim czasie narzekał się na złe samopoczucie i twierdził, iż „czuje się, jakby był stary”. Kilka miesięcy później matka De Nigrisa, Leticia Guajardo, przyznała, że przed transferem do Larisy piłkarz uskarżał się na wyczerpanie, jednak rodzina uzasadniała to ciężkimi treningami. Stwierdziła także, iż zawodnik – podobnie jak cała jego rodzina ze strony matki – cierpiał również na podwyższony poziom cholesterolu we krwi oraz oskarżyła kardiologów o niezastosowanie odpowiedniego leczenia i nieprzepisanie diety w związku z jego problemami zdrowotnymi.
Obraz makroskopowy wykazał, że przed śmiercią De Nigris doznał epizodu niedokrwiennego, trwającego od 24 do 48 godzin. Po przeprowadzeniu badań Kravaritis stwierdził:
Formalnie serce ważące ponad 450 gramów w przypadku kobiet i 500 gramów w przypadku mężczyzn jest uznawane za przypadek nadzwyczajny. Oznacza to, że organ jest niestabilny i podatny na poważne zaburzenia czynnościowe. Mogę powiedzieć, że serce Antonio przekroczyło powyższą wartość. Mówimy o osłabionym sercu, które doświadczało zaburzeń rytmu i wykazywało wiele objawów. Uważam, że to niemożliwe, by nie wiedział, że cierpi na coś, co w każdej chwili może postawić go w bardzo trudnej sytuacji [...]. Dalsza gra w piłkę była jego osobistym wyborem. Antonio był pechowym sportowcem, ale szczęśliwym człowiekiem. Zmarł robiąc to, co kochał i zarabiając pieniądze dla swojej rodziny.
Z diagnozą wrodzonej choroby serca nie zgodził się jednak Mario Alberto Benavides, szef oddziału kardiologii w Szpitalu Uniwersyteckim w Monterrey i lekarz rodzinny piłkarza przez poprzednie kilka lat. Przyznał, że De Nigris cierpiał na przerost mięśnia sercowego, co jednak jest charakterystyczne dla zawodowych sportowców i nie jest wadą genetyczną:
[De Nigris] nie brał żadnych lekarstw, ponieważ był osobą zdrową. To nie była wada genetyczna. Gdy osoba ma wrodzoną wadę serca, trudno jest jej prowadzić normalne życie, a co dopiero osiągać wysoki poziom wysiłku fizycznego jako zawodowy sportowiec. O kardiomiopatii mówimy wówczas, gdy przerost serca występuje u osób niećwiczących fizycznie. U osoby z dużą aktywnością fizyczną może natomiast wystąpić naturalny przerost serca. Czy uniemożliwia to zawodową grę w piłkę? Nie. Ogólnie rzecz biorąc, jeśli zbadamy zawodowych sportowców, to ponad 50% z nich będzie miało przerost mięśnia sercowego – nazywamy to zjawiskiem adaptacji. [De Nigris] przeszedł mnóstwo testów medycznych w różnych klubach, których wyniki zatwierdzono. Gdyby przerwał karierę piłkarską rok, pięć czy sześć lat temu, ryzyko arytmii byłoby takie samo.
Benavides oznajmił także, iż ostatnie badania, jakie wykonał De Nigrisowi – najpóźniejsze z nich w czerwcu 2009 – wykazały „satysfakcjonujące wyniki”. Stwierdził również, że wyniki badań przeprowadzonych w Turcji były identyczne jak te, które wykonał zawodnikowi pięć lat wcześniej, a z jego rozmów z De Nigrisem wynikało, że wyniki testów medycznych, którym poddawano go w różnych klubach, były bardzo spójne.

#### Upamiętnienie
Nagła śmierć De Nigrisa odbiła się szerokim echem w mediach, określano ją jako „szokującą” i „wstrząsającą”. Ubolewanie z powodu jego śmierci wyraziły oficjalnie jego byłe kluby (m.in. CF Monterrey, Villarreal CF, Polideportivo Ejido, CD Once Caldas, Puebla FC, Santos FC, Gaziantepspor, AE Larisa, a ponadto Valencia CF, Galatasaray SK, Fenerbahçe SK, Bursaspor, Panionios GSS), Meksykański Związek Piłki Nożnej, Turecki Związek Piłki Nożnej, władze Superleague Ellada, a także wiele osobistości ze świata piłkarskiego, m.in. Sepp Blatter (przewodniczący FIFA), Benito Floro, Jorge Urdiales (prezes Monterrey), Luis Miguel Salvador (wiceprezes Monterrey), Fernando Corona (prezes Deportivo Toluca), Luis Fernando Montoya, Rafael Márquez, Andrés Guardado, Jesús Arellano, Felipe Ayala, Oswaldo Sánchez, Emanuel Villa, José Luis López, Felipe Baloy, İbrahim Kızıl (prezes Gaziantepsporu), Bilal Çeker i Ömer Çelik (wiceprezesi Gaziantepsporu), José Couceiro, Mesut Bakkal, Hasan Çetinkaya, Mehmet Polat, Bekir İrtegün, Murat Ceylan, Erman Özgür, Andonios Nikopolidis (prezes Greckiego Związku Piłkarzy), Javi Venta, Marinos Uzunidis, Arkadiusz Malarz, Matías Iglesias czy Gastón Casas.
Bezpośrednio po śmierci De Nigrisa klub AE Larisa zapewnił jego żonie i czteroletniej córce opiekę psychologa. Kibice Larisy skonstruowali niewielką kapliczkę ze zdjęciem piłkarza pod stadionem Alkazar, przy której tłumnie składali wieńce i znicze. Grecki Związek Piłki Nożnej na prośbę Larisy przełożył najbliższy mecz ligowy drużyny z Ergotelisem na 2 grudnia. Wsparcie finansowe dla rodziny zawodnika zadeklarował Meksykański Związek Piłkarzy, którego De Nigris był członkiem. Po ciało piłkarza przybył do Grecji jego brat Alfonso wraz z rodzicami żony zmarłego. W wywiadzie wyraził żal do Meksykańskiego Związku Piłki Nożnej za brak pomocy przy organizacji lotu. Na stadionie Larisy w obecności kibiców, piłkarzy, sztabu trenerskiego i członków zarządu podziękował im za wsparcie. Członkowie rodziny powrócili z ciałem De Nigrisa do Monterrey w nocy z 20 na 21 listopada, po przesiadkach w Atenach, Amsterdamie i mieście Meksyk. Tam zawodnik został pożegnany przez rodzinę i przyjaciół podczas prywatnej uroczystości w kaplicy pogrzebowej, a następnie jego ciało zostało skremowane.
Na najbliższym spotkaniu CF Monterrey, rozegranym 21 listopada na Estadio Tecnológico z Américą (1:0) w ligowym ćwierćfinale, piłkarze tego zespołu wyszli na przedmeczową rozgrzewkę w koszulkach upamiętniających De Nigrisa. Kibice przynieśli na trybuny flagi i transparenty upamiętniające piłkarza. Za jedną z bramek umieszczono ekran, na którym wyświetlono wybrane sceny z życia De Nigrisa. Zawodnicy obydwóch drużyn oraz czwórka sędziów wyszła na boisko z białymi balonikami. Na koszulkach meczowych piłkarzy Monterrey w miejsce nazwy sponsora pojawił się napis „Toño, Gracias” („Toño, dziękujemy”). Portal Mediotiempo określił atmosferę towarzyszącą meczowi jako pełną „nostalgii, smutku i wdzięczności”. Jedynego gola strzelił brat piłkarza, Aldo de Nigris, który jeszcze kilka godzin wcześniej brał udział w uroczystościach pogrzebowych. Zdecydował się jednak zagrać w meczu, gdyż jak powiedział:
Myślę, że sam Toño przywaliłby mi, gdybym tego nie zrobił. Chciał, żebym zawsze zwyciężał. Był wojownikiem, był dla mnie kimś więcej niż bratem, on mnie wychował. Będę walczył o nasz wspólny cel, czyli występ na mundialu.
Tego samego dnia Jared Borgetti (Puebla), były kolega De Nigrisa z reprezentacji Meksyku, zadedykował mu gola strzelonego w meczu ćwierćfinałowym z Cruz Azul (4:4).
Dzień później, w niedzielę 22 listopada o godzinie 12:00, na Estadio Tecnológico odbyła się uroczysta msza w intencji De Nigrisa, którą poprowadził Francisco Robles Ortega, arcybiskup Monterrey. Wstęp na mszę był wolny; na prośbę rodziny uroczystość nie była transmitowana. Na trybunach zjawiło się około 10 tysięcy osób, głównie kibiców CF Monterrey, a więc klubu, z którym zawodnik był najmocniej związany. W mszy wzięli udział między innymi bliscy zawodnika oraz byli i obecni piłkarze Monterrey, a także działacze AE Larisa, którzy zaproponowali Monterrey zorganizowanie meczu towarzyskiego pomiędzy obydwoma zespołami. Po uroczystości bracia De Nigrisa (Alfonso i Aldo) okrążyli boisko, niosąc urnę z prochami zmarłego. Ostatecznie jego prochy spoczęły w kościele Nuestra Esperanza w Monterrey.
Piłkarze Villarreal CF, byłego klubu De Nigrisa, wyszli na rozegrany 22 listopada na Estadio El Madrigal mecz 11. kolejki ligowej z Realem Valladolid (3:1) z czarnymi opaskami na ramieniu, a przed spotkaniem miała miejsce minuta ciszy. Przed wszystkimi spotkaniami ćwierćfinałowym ligi meksykańskiej zorganizowano minutę oklasków ku pamięci De Nigrisa. Na wszystkie spotkania 11. kolejki ligi greckiej (rozegranej w dniach 21–22 listopada) piłkarze wyszli w czarnych opaskach oraz zorganizowano minutę ciszy przed każdym z meczów.
Podczas pierwszego meczu AE Larisa rozegranego po śmierci De Nigrisa, 29 listopada na stadionie Alkazar w lidze przeciwko Kavali (1:0), zawodnicy zespołu wyszli na murawę w dedykowanych De Nigrisowi koszulkach z napisem „Przyjechałeś na chwilę, zostaniesz na zawsze”. W narożniku boiska ustawiono ołtarzyk ze zdjęciem piłkarza, kwiatami i szalikami drużyny, a przed pierwszym gwizdkiem miały miejsce dwie minuty ciszy. W grudniu piłkarzowi poświęcono specjalny reportaż w oficjalnej klubowej gazecie.
W jesiennym sezonie Apertura 2009 drużyna CF Monterrey zdobyła mistrzostwo Meksyku. Kibice oraz niektórzy piłkarze Monterrey podkreślali, że inspiracją była dla nich osoba zmarłego De Nigrisa. Na każdy mecz kibice Monterrey przynosili flagi, transparenty, koszulki, szaliki czy chusteczki z podobizną De Nigrisa oraz skandowali przyśpiewki poświęcone jego pamięci. Trener Monterrey, Víctor Manuel Vucetich, zadedykował tytuł między innymi zmarłemu De Nigrisowi. Panamczyk Felipe Baloy, obrońca Monterrey, po awansie do finału stwierdził:
Bez wątpienia, Toño przytrafiło się coś bardzo smutnego; na szczęście ma to też pewną dobrą stronę. Dało nam to więcej otuchy, pomogło nam docenić, czym jest ten sport i życie. Toño pomaga z nieba nam i swojemu bratu w utrzymaniu poziomu, który prezentuje i strzelaniu goli, które wiele nam dały.
To właśnie Aldo de Nigris, młodszy brat Antonio, nieoczekiwanie wyrósł na jedną z gwiazd drużyny. W fazie play-off jesiennego sezonu Apertura 2009 zdobył cztery gole – jednego gola 21 listopada we wspomnianym pierwszym ćwierćfinale z Américą (1:0), dwa gole 3 grudnia w pierwszym półfinale z Tolucą (2:0) oraz jednego gola 13 grudnia w finałowym rewanżu z Cruz Azul (2:1). Bramki te zadedykował zmarłemu bratu; dwie z nich celebrował pokazując podobiznę Antonio na koszulce schowanej pod trykotem meczowym. Dziennikarz Antonio Moreno pisał wówczas o Aldo de Nigrisie:
«Dedykuję mu nie tylko mecz z Américą, ale całe życie», «play-offy i tytuł są dla niego» oraz inne słowa wypowiedziane przez niego szczerze i z wielkim uczuciem nie są puste i zostały poparte dokonaniami. Być może dlatego, iż chciałem, by Aldo wszystko się powiodło, dostrzegałem w jego ruchach, prowadzeniu piłki, szukaniu przestrzeni i strzałach kalkę tego, co widzieliśmy kiedyś u jego brata. Gol De Nigrisa – i znów koszulka Monterrey, szczupła sylwetka, długie włosy, uśmiech, więź z trybunami... Wszystko to zdawało się powtarzać.
Kilka miesięcy później, 14 października 2010 w meczu 4. kolejki ligowej z Pumas UNAM (5:2), Aldo de Nigris po zdobyciu gola założył maskę lucha libre, kolejny raz upamiętniając w ten sposób Antonio, który celebrował w ten sposób bramkę w Turcji. Zmienił również numer na koszulce z „11” na „9”, z którym przed laty jego brat występował w CF Monterrey. W styczniu 2011, po zdobyciu kolejnego tytułu mistrzowskiego, piłkarze Monterrey złożyli oficjalną wizytę prezydentowi Felipe Calderónowi, który w rozmowie z Aldo de Nigrisem wspomniał jego zmarłego brata.
W październiku 2021 Alfonso de Nigris ogłosił, że jego kolejne dziecko będzie nosiło imię Antonio, na cześć jego brata.
W maju 2022 argentyński piosenkarz Fidel Nadal wystąpił na koncercie w meksykańskim Irapuato w koszulce reprezentacji Meksyku z nazwiskiem De Nigrisa.